# Затиша
Зати́ша — село в Білоцерківському районі Київської області. Входить до складу Узинської міської громади.
Виникло на початку XIX ст. як куток сільця Красне. В 1839 чи 1840 р. виокремилося в окремий маєток, що лишався частиною Красного. В середині XIX ст., можливо, в 1858 році отримало статус окремого сільця.
Розташоване над річкою Красною. Місцевість в пагорбах з чудовим краєвидом, у річку Красна впадає багато струмків.
Населення станом на  2005 р. складалося з 49 жителів.
Роди: Балуни, Бучми, Василенки (Стеценки), Гриценки (Грищенки), Демецькі (Домецькі), Євичі (Кухаренки), Жабські, Затворні, Литвини, Марченки, Мележики, Остапчуки, Павлієнки (Охріменки), Прокопці, Савченки (Гончаренки), Скидани, Токаренки, Треп'ядьки, Федоренки, Хабли, Чупишині, Чуприни, Чурипи, Шевченки, Шимановські (Футорні, Хуторні), Шкваруни, Ямченки, Ярові.

## Джерело
- Облікова картка на сайті ВРУ[недоступне посилання з липня 2019]
- Чернецький Є. А., Бондар А. В. Українське село. Родовідна книга Красного та Затиші на Білоцерківщині. - Біла Церква: Видавець Пшонківський О. В., 2011. - 624 с.: іл.